# 이길범
이길범(李吉範, 1954년 9월 1일 ~ , 전남 순천)은 대한민국의 공무원이다. 본관은 함평.

## 경력
- 제주지방경찰청 901대대 313중대 중대장
- 인천지방경찰청 공보담당관
- 1998년 ~ 1999년 : 강원지방경찰청 수사과 과장
- 1999년 ~ 2000년 : 강원도 고성경찰서 서장
- 2000년 ~ 2001년 : 인천광역시 부평경찰서 서장
- 2001년 : 서울지방경찰청 국회경비대 대장
- 2001년 ~ 2002년 : 서울지방경찰청 정보1과 과장
- 2002년 ~ 2004년 : 서울특별시 종로경찰서 서장
- 2004년 ~ 2005년 : 서울지방경찰청 청문감사담당관
- 2005년 ~ 2006년 : 경기지방경찰청 제2부장
- 2006년 : 경찰청 홍보관리관
- 2006년 12월 ~ 2007년 12월 : 강원지방경찰청장
- 2008년 ~ 2009년 1월 : 경찰청 경비국 국장
- 2009년 1월 : 경찰청 차장
- 2009년 3월 ~ 2010년 9월 : 해양경찰청장
- 2014년 7월 : 무주 덕유산 리조트 대표이사

## 학력
- 순천고등학교 졸업
- 건국대학교 법학과 학사

## 수상
- 1996년 : 근정포장
- 2002년 : 녹조근정훈장
- 2005년 : 대통령 표창

| 전임 임재식 | 제22대 경찰청 차장 2009년 2월 5일 ~ 2009년 3월 9일 | 후임 최병민 |

| 전임 강희락 | 제10대 해앙경찰청장 2009년 3월 9일 ~ 2010년 9월 8일 | 후임 모강인 |